# Modrzew zachodni
Modrzew zachodni (Larix occidentalis Nutt.) – gatunek drzewa iglastego należący do rodziny sosnowatych. Występuje w Ameryce Północnej, na zachodzie Kanady i północnym zachodzie Stanów Zjednoczonych. 

## Morfologia
Pokrój
Stożkowy, wąski. Dorasta do 50 m wysokości. Jest największym gatunkiem modrzewia. Rośnie bardzo szybko.
Pień
Kora czerwonobrązowa, u dojrzałych osobników gruba i spękana.
Liście
Igły, długości do 4 cm, jasnozielone i miękkie w dotyku. Na długopędach wyrastają pojedynczo, zaś na krótkopędach – w gęstym skupieniu. Jesienią żółkną i opadają.

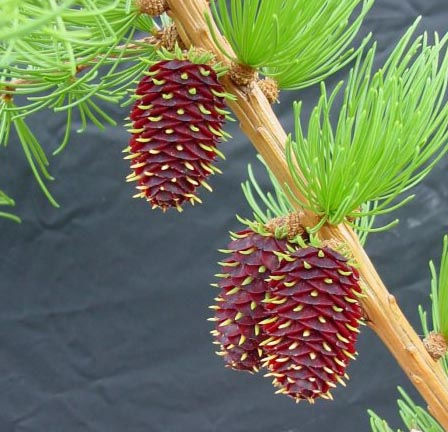
Kwiaty
Męskie żółte, żeńskie czerwone, wyrastają wczesną wiosną. Gatunek jednopienny.
Szyszki
Owalna, stercząca, o długości 2 cm, złożona z cienkich łusek nasiennych, spomiędzy których wystają brązowe, wąskie łuski wspierające.

## Biologia i ekologia
Występuje w Górach Skalistych oraz Kaskadowych, poniżej 2000 m n.p.m., szczególnie w rejonie jeziora Flat Head na północy stanu Montana, gdzie znajdują się największe znane osobniki.
Często tworzy jednogatunkowe lasy. Masowo kolonizuje pogorzeliska leśne.

## Zastosowanie
Drewno przeznaczane jest zwykle na opał lub słupy, ale nadaje się również do prac wykończeniowych.